# Napola – Elite für den Führer
Napola – Elite für den Führer; Tiếng Anh: Before the Fall (còn được biết là NaPolA: Hitler's Elite) là một phim Đức năm 2004 được viết và đạo diễn bởi Dennis Gansel. Nó tập trung quanh các trường Học viện Chính trị Giáo dục Quốc gia hoặc các trường "NaPolA" được tạo ra dưới chính phủ của Đức Quốc xã. Những học viện quân sự này được thiết kế như những trường dự bị cho giới tinh hoa chính trị và quân sự của Đức Quốc xã trong tương lai.

## Nội dung
Năm 1942, Friedrich Weimer (Max Riemelt) kỹ năng đấm bốc giúp anh được bổ nhiệm vào Học viện Chính trị Quốc gia (NaPolA), một trường trung học phục vụ như một mục nhập vào giới tinh hoa Nazi. Cha của anh, một công nhân nhà máy lành nghề, coi thường Đức quốc xã, thẳng thừng từ chối cho phép Friedrich đăng ký học. Friedrich, người coi trường học là tấm vé vào đại học và có một cuộc sống tốt hơn, giả mạo chữ ký của cha mình trên mẫu đơn cho phép và rời đi trong đêm. Anh tìm đường đến thị trấn Allenstein, nơi tọa lạc của trường, đi xe ô tô hoặc xe tải khi có thể và đi bộ trên quãng đường còn lại. Giấy tờ giả mạo của Friedrich bị bỏ qua khi anh ta đến. Anh ta được một học sinh, Christoph Schneider đưa đi để mặc đồng phục theo phong cách Đức Quốc xã. Friedrich không biết mục đích thực sự của trường và rất ấn tượng trong ngày đầu tiên đến Allenstein.
Tuy nhiên, quan điểm duy tâm của Friedrich về Allenstein sẽ sớm bị mờ nhạt bởi kỷ luật khắc nghiệt, cứng nhắc chi phối trường học. Học sinh lớn tuổi có thể bắt nạt học sinh nhỏ tuổi gần như tùy ý, vì có rất ít sự can thiệp từ các quan chức nhà trường, những người không chỉ khuyến khích hành vi như vậy mà còn thực sự tham gia vào đó. Một cậu bé, Siegfried Gladen, chịu đựng sự sỉ nhục công khai lặp đi lặp lại vì xu hướng làm ướt giường khi ngủ.
Trường dạy tín ngưỡng Đảng Quốc xã cho các sinh viên của mình, với các phần trong các bài phát biểu và bài viết của Hitler được phân tích trong các lớp học. "Sự sống còn của kẻ mạnh nhất" được ủng hộ như lối sống tự nhiên, và người Do Thái và tất cả những kẻ thù khác của nhà nước được thể hiện là phản bội và theo bản chất thấp kém. Huấn luyện viên đấm bốc được Friedrich chỉ định làm việc trực tiếp với anh ta, dạy Friedrich phải cứng rắn và tàn nhẫn trong các trận đánh, gạt bỏ mọi lòng trắc ẩn đối với võ sĩ khác là "nhảm nhí". Trở lại phòng của mình, Friedrich nhận được một lá thư từ mẹ mình, thông báo với anh rằng cha anh đã được Gestapo đến thăm.
Một buổi tối, Friedrich đến thăm Albrecht, tìm thấy anh ta trong một văn phòng và thư mà các sinh viên sử dụng. Albrecht tâm sự rằng tài năng của anh nằm ở văn bản và nghệ thuật, những lĩnh vực mà cha anh coi là không phù hợp với đàn ông. Mẹ anh ấy ủng hộ nhiều hơn nhưng cuối cùng cũng không quan tâm. Albrecht bắt đầu viết cho tờ báo của trường, nhận lời khuyên và phê bình từ Friedrich. Khi Friedrich có trận đấu quyền anh cạnh tranh đầu tiên với một trường NaPolA khác, anh ta dần dần áp đảo cậu bé kia, đánh ngã cậu ta vào một góc. Bị thúc giục bởi tiếng la hét của huấn luyện viên và các sinh viên và quan chức khác, anh ta tung ra một cú đấm hạ gục tàn bạo, chiến thắng trận đấu. Friedrich được các nhân viên và học sinh chúc mừng, nhưng Albrecht kém nhiệt tình hơn nhiều.
Một ngày nọ, các cậu bé năm thứ bảy được đưa đến các chiến hào trên sân trường, nơi người hướng dẫn thể thao thể hiện việc sử dụng lựu đạn. Mỗi cậu bé trong năm của Friedrich thực hiện cú ném thành công, cho đến khi một cậu bé, Martin, hoảng loạn và làm rơi nó. Người hướng dẫn thể thao hét lên với anh ta và chạy trốn khỏi chiến hào, để lại cho các chàng trai số phận của họ. Ngay lúc đó, Siegfried Gladen đẩy qua hàng ngũ và lao vào lựu đạn chỉ một giây trước khi nó phát nổ. Gauleiter Heinrich Steiner đến phát biểu tại lễ tang, ca ngợi Siegfried Gladen là một vị tử đạo của Tổ quốc và trao tặng cho anh ta Huy chương cứu cánh.
Albrecht mời Friedrich đi cùng anh đến nhà của gia đình Steiner, một biệt thự rộng lớn ở vùng nông thôn. Sinh nhật của Heinrich Steiner trở về nhà, được vợ và một nhóm bạn từ Đảng Quốc xã, Quân đội Đức và Waffen-SS. Anh ta không lãng phí thời gian để chỉ trích Albrecht vì phong cách lịch sự, nghệ thuật và thiếu tài năng thể thao. Bản thân một võ sĩ quyền anh, Heinrich Steiner quan tâm đến Friedrich hơn rất nhiều so với con trai của mình, và thích thú với việc Albrecht không thể cạnh tranh với Friedrich khi hai người bị đưa xuống cầu thang và buộc phải chiến đấu trong một trận đấu quyền anh.
Trong mùa đông, một nhóm xe quân sự đến trường vào ban đêm. Toàn bộ lớp học năm thứ bảy được gọi ra bên ngoài, nơi Gauleiter Heinrich Steiner thông báo cho họ rằng một nhóm Liên Xô POW đã chế ngự được lính gác, vũ khí bị đánh cắp và trốn thoát khỏi đó làng. Các cậu bé được trang bị súng trường Karabiner 98k và được gửi vào rừng để tìm kiếm chúng. Friedrich và Albrecht, được chỉ định vào cùng một nhóm, cuối cùng chìm sâu trong rừng cây băng giá. Đột nhiên, một nhóm các nhân vật thoát ra khỏi nơi ẩn náu và cố gắng chạy trở lại đỉnh của một ngọn đồi gần đó, phớt lờ tiếng hét của các chàng trai để ngăn chặn. Các chàng trai nổ súng, bắn từng người Nga. Tiến lại gần hơn, họ bị sốc khi thấy rằng không chỉ không ai trong số các tù nhân được vũ trang, mà họ đều là những chàng trai trẻ, không già hơn các sinh viên Đức. Một Albrecht kinh hoàng cố gắng băng bó vết thương của một tù nhân vẫn còn sống, nhưng cha anh ta đến với một nhóm tìm kiếm và bắn chết người Nga. Khi các cậu bé được đưa trở lại Allenstein, họ thấy phần còn lại của tù binh đang được làm tròn và nghe thấy một tiếng súng nổ dài, ầm ầm trong rừng.
Trong lớp học vào ngày hôm sau, Albrecht đọc to một bài tiểu luận trong đó anh ta lên án việc xử tử tù binh Xô Viết là một hành vi tội phạm và sự tham gia của chính anh ta vào đó là "tội ác". Bị xúc phạm, chính quyền nhà trường triệu tập cha anh, người lạnh lùng thông báo cho Albrecht rằng anh sẽ viết một bài luận mới, bắt đầu bằng một lời xin lỗi cho những tuyên bố trước đây của anh. Thay vào đó, Albrecht viết một bài luận thứ hai, trong đó ông lên án cha mình vì đã ra lệnh xử tử tù binh. Biết rằng Albrecht sẽ bị đuổi khỏi trường và được đưa vào Waffen-SS để chiến đấu trên Mặt trận phía đông, Friedrich hỏi anh sẽ làm gì tiếp theo. Albrecht trả lời, "Tôi không biết."
Sáng hôm sau, người hướng dẫn thể thao đánh thức các cậu bé dậy sớm và ra lệnh cho chúng ra hồ nước đóng băng gần trường. Hai cái lỗ đã được tạo ra trong băng, và mỗi cậu bé phải lặn trong một cái và bơi sang cái kia, sử dụng một sợi dây mà người đầu tiên kéo qua làm hướng dẫn. Friedrich bơi qua làn nước đóng băng, nhưng Albrecht lao vào và không ra ngoài. Friedrich thấy anh ta ở giữa các lỗ, đã cố tình dừng lại dưới lớp băng. Nghe thấy tiếng hét của Friedrich, Albrecht ngước lên và khẽ lắc đầu. Chạm tay vào mặt dưới của tảng băng, Albrecht buông sợi dây, chìm sâu xuống dòng nước đóng băng và biến mất khỏi tầm mắt. Đau buồn sâu sắc, Friedrich viết một cáo phó cho bạn mình và yêu cầu hiệu trưởng xuất bản nó trên tờ báo của trường, nhưng hiệu trưởng từ chối, nói rằng "Giữa những người đã chết vì Fuehrer, Tổ quốc và Quốc gia, không có nơi nào để tự tử."
Trận đấu quyền anh sắp tới với trường NaPolA trong Potsdam là một nguồn quan tâm lớn cho cả hai trường. Friedrich, người đã bị buộc tội đồng lõa với cái chết của Albrecht bởi người cha thờ ơ của mình, được cho biết rằng tương lai của anh tại Allenstein gắn liền với kết quả của trận đấu này. Các trinh sát từ các trường đại học nổi tiếng của Đức đang theo dõi, cũng như hiệu trưởng của Allenstein và Gauleiter Heinrich Stein. Mặc dù đã chế ngự được đối thủ của mình, nhưng Friedrich lại ngần ngại tấn công một đối thủ đã ngã xuống. Chàng trai kia đứng dậy và bắt đầu đấm Friedrich, người không trả đũa. Friedrich đứng im lặng cho đến khi bị đánh gục, biến chiến thắng gần như là chiến thắng của Allenstein thành một thất bại nhục nhã. Khi máy ảnh dần dần làm mờ cảnh mất tập trung, Friedrich, bị đánh gục và nằm trên sàn, nhắm mắt lại và mỉm cười nhẹ nhõm.
Friedrich bị trục xuất vào ngày hôm sau. Anh ta không được phép nói chuyện với bất kỳ bạn cùng phòng nào khi anh ta rời đi, và được người hướng dẫn thể thao đưa đến cổng cùng với chiếc vali và quần áo mùa hè mà anh ta đến. Người hướng dẫn đẩy Friedrich ra khỏi cổng trước và đóng chúng lại đối mặt. Một Friedrich bị đánh bại nhìn lại Allenstein một lúc, rồi bắt đầu bước đi, chẳng mấy chốc biến mất trong tuyết rơi.
Một tường thuật kết thúc:
Cho đến năm 1945, ở Đức Quốc xã có khoảng 40 Học viện Giáo dục Chính trị Quốc gia với hơn 15.000 sinh viên. Khi cuộc chiến cuối cùng được thừa nhận là đã mất, họ đã được gửi đến "Cuộc đấu tranh cuối cùng". Bị mù bởi sự cuồng tín được chỉ dẫn và vũ trang không đầy đủ, họ vẫn đưa ra sự kháng cự cay đắng trong nhiều trận chiến. Một nửa trong số họ đã chết.

## Diễn viên
- Max Riemelt vai Friedrich Weimer
- Tom Schilling vai Albrecht Stein
- Jonas Jägermeyr vai Christoph Schneider
- Leon Alexander Kersten vai Tjaden
- Thomas Drechsel vai Hefe
- Martin Goeres vai Siegfried 'Siggi' Gladen
- Florian Stetter vai Justus von Jaucher
- Devid Striesow vai Heinrich Vogler
- Joachim Bissmeier vai Dr. Karl Klein 'Karl der Große' / Anstaltsleiter
- Michael Schenk vai Josef Peiner 'Peiniger' / Sportlehrer
- Justus von Dohnanyi vai Gauleiter Heinrich Stein
- Claudia Michelsen vai Frau Stein
- Julie Engelbrecht vai Katharina
- Johannes Zirner vai Torben Send
- Dennis Gansel vai Boxing Trainer

## Sản xuất
Bouzov Castle ở Cộng hòa Séc được sử dụng làm địa điểm cho trường phái hư cấu có tên Allenstein trong phim. Mục tiêu của Gansel là để bộ phim cảm thấy rất chân thực và được một cựu học sinh của Napola khuyên. Gansel đã lấy cảm hứng từ ông nội cánh hữu của mình, một giáo viên ở Napola. Ông của Gansel giải thích rằng đó là cảm giác về những cơ hội vô tận xuất hiện cùng với việc mặc đồng phục quân đội của giáo viên và giấc mơ thất bại của chính anh ta trở thành một kiến trúc sư đã thu hút anh ta vào phong trào. Friedrich cuối cùng đã được một phần dựa trên ông của Gansel. Dennis Gansel đặt tên Bernardo Bertolucci The Conformist như một ảnh hưởng.

## Tiếp nhận
Bộ phim đã đạt được tỷ lệ tán thành 68% trên Rotten Tomatoes với 26 trên 38 đánh giá gọi nó là tươi.

### Giải thưởng
- Best direction, Bavarian Film Awards, 2005
- Best international film, Hamptons International Film Festival, 2004
- Best actor, Max Riemelt, Karlovy Vary International Film Festival, 2004
- Best film, Viareggio EuropaCinema, 2004